# Вужпа (притока Кепа)
Вужпа́ — річка в Росії, права притока Кепа. Протікає територією Удмуртії (Балезінський район).
Річка починається на південно-західній околиці села Люк. Протікає на північний захід. Впадає до Кепа навпроти колишнього села Боброво. Береги річки заліснені, подекуди заболочені. Приймає декілька дрібних приток. Долина широка, максимальною висотою до 200 м.
Над річкою не розташовано населених пунктів.